# 志木市立志木第二中学校
志木市立志木第二中学校（しきしりつ しきだいにちゅうがっこう）は、埼玉県志木市館にある公立中学校。

## 教育目標
- 勇気 信頼

## 沿革
- 1973年（昭和48年）4月1日 - 志木市立志木第二中学校 開校
- 1973年（昭和48年）8月28日 - プール竣工
- 1973年（昭和48年）9月5日 - 鉄筋4階建校舎竣工
- 1973年（昭和48年）12月12日 - 体育館竣工
- 1974年（昭和49年） 3月10日 - 校門完成
- 1983年（昭和58年）3月25日 - 体育倉庫完成
- 1990年（平成2年）9月30日 - 校舎大規模改修
- 1990年（平成2年）10月30日 - パソコンルーム完成
- 1997年（平成9年）3月30日 - 体育館大規模改修

## 部活

### 運動部
- 野球部
- サッカー部
- 女子バレーボール部
- 剣道部（男・女）
- バスケットボール部（男・女）
- バドミントン部（男・女）
- 卓球部（男・女）
- ソフトテニス部（男・女）

### 文化部
- 吹奏楽部
- 美術部
- 科学技術部

## 著名な出身者
- 板倉俊之（インパルス、お笑い芸人）
- 北川博敏（元プロ野球選手）
- 山崎賢一（元プロ野球選手）
- アントニオ小猪木（お笑いタレント）
- 仙石廉（サッカー選手）
- 滝口学 (東京都荒川区長)
- 香川武文 (埼玉県志木市長)

## その他
- 校歌は中田喜直作曲。

## 交通アクセス
- 柳瀬川駅西口より徒歩7分。